# Glenn Hubbard (ekonomista)
Robert Glenn Hubbard (ur. 4 września 1958 w Orlando) – amerykański ekonomista.

## Życiorys
Uzyskał stopnie licencjata (Bachelor of Arts i Bachelor of Science) w zakresie ekonomii na University of Central Florida w 1979 roku, magistra (Master of Arts) na Harvard University w 1981 roku oraz doktora nauk (Doctor of Philosophy) na Harvard University w 1983 roku.
Od 1988 roku pracuje na stanowisku profesora ekonomii w Graduate School of Business Columbia University, a od 1997 roku na takim samym stanowisku w Faculty of Arts and Sciences Columbia University. W latach 1994–1997 był zastępcą dziekana Graduate School of Business Columbia University. Od 2004 roku jest dziekanem tej jednostki naukowej.
W latach 2001–2003 był przewodniczącym prezydenckiej Rady doradców ekonomicznych. Był wymieniany pośród najpoważniejszych kandydatów na stanowisko Przewodniczącego Rady Gubernatorów Systemu Rezerwy Federalnej Stanów Zjednoczonych (Fed), lecz ostatecznie nominacji nie otrzymał.
Jest autorem licznych prac naukowych, artykułów, komentarzy i odczytów. Jego główne obszary badawcze to zagadnienia podatkowe i budżetowe, polityka monetarna, finanse międzynarodowe.

## W kulturze popularnej
W 2006 roku ukazał się teledysk przygotowany przez studentów kierowanej przez niego jednostki, parodiujący piosenkę The Police Every Breath You Take. Hubbard, w którego wciela się student Michael O’Rorke, śpiewa o rozczarowaniu z powodu nieotrzymania nominacji na szefa Fed, zarazem zapowiadając, że będzie bacznie śledził posunięcia wybranego na to stanowisko Bena Bernanke: 

Every breath you take, every change of rate, jobs you don’t create, while we still stagflate, I’ll be watching you.

Mem zyskał popularność w internecie, a także w samym Fed. Robert Ernest Hall i Marc Lieberman wspomnieli o nim w swoich pracach: Economics: Principles and Applications (2007) oraz Macroeconomics: Principles and Applications (2007).